# اثر مایسنر

نمودار تأثیر میدان بر ماده در حالت عادی و حالت ابررسانایی

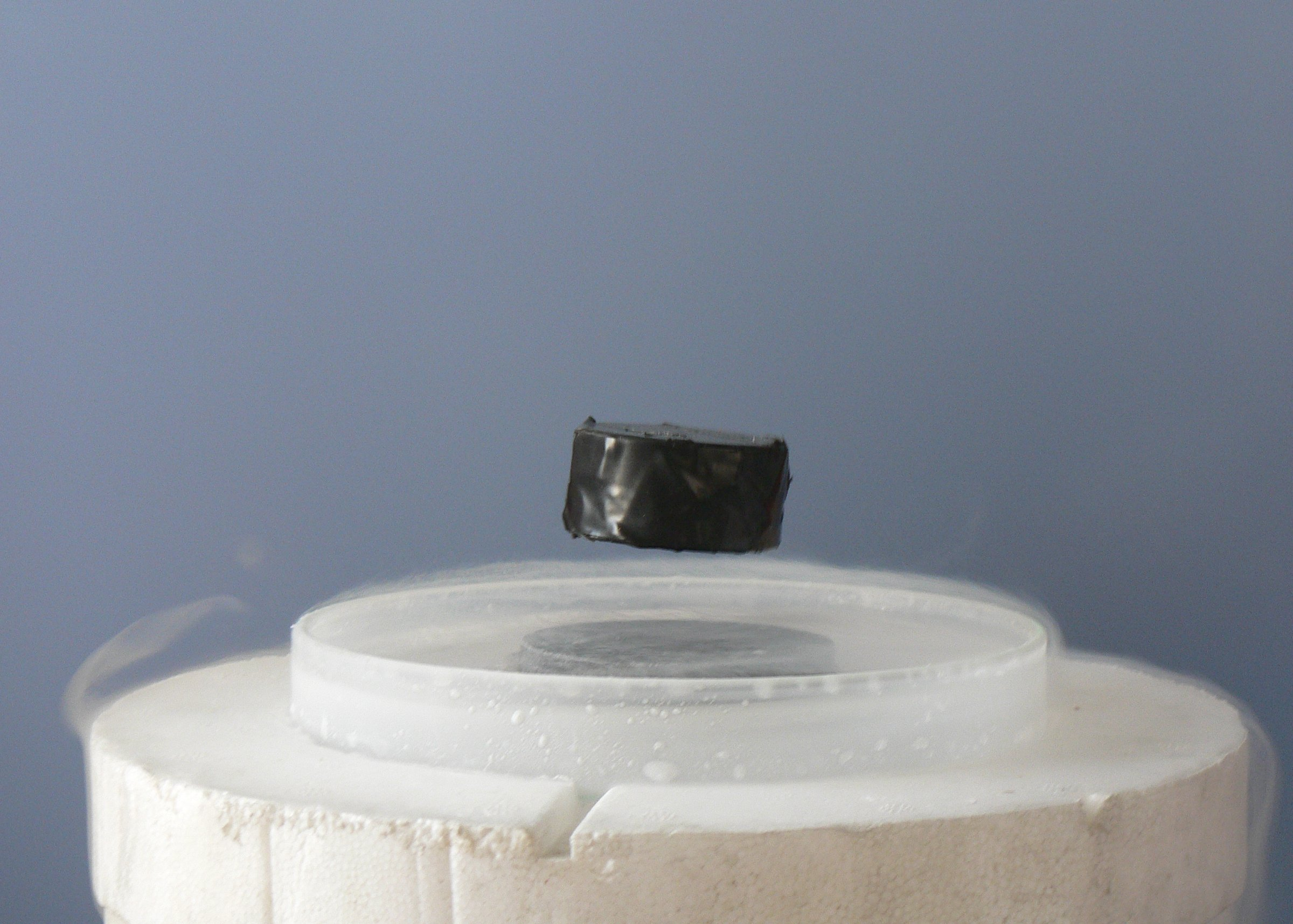
آهنربای معلق روی یک ابررسانای سرد شده توسط نیتروژن مایع، تحت تأثیر اثر مایسنر

اگر ابررسانا را در یک میدان مغناطیسی خارجی ضعیف H قرار دهیم، میدان فقط تا مسافت کم λ در ابررسانا پیشروی می‌کند که عمق نفوذ لندن نامیده می‌شود. پس از این مسافت، میدان به سرعت به صفر میل می‌کند. این پدیده اثر مایسنر (به انگلیسی: Meissner effect) نام دارد و یکی از مشخصه‌های اصلی مواد ابررسانا است. برای بیشتر ابررساناها عمق نفوذ لندن نزدیک به ۱۰۰ نانومتر است.
اثر مایسنر گاهی با نوعی از خاصیت دیامغناطیس که در رساناهای کامل وجود دارد اشتباه گرفته می‌شود: طبق قانون القای الکترومغناطیسی فارادی، اگر یک میدان مغناطیسی متغیر به یک رسانا اعمال شود، جریانی در رسانا به وجود می‌آید که میدان حاصل از آن با تغییر میدان خارجی مخالفت می‌کند. در یک رسانای کامل، این جریان می‌تواند بسیار بزرگ باشد، و در نتیجه میدان مغناطیسی را کاملاً خنثی کند.
اثر مایسنر با این پدیده متفاوت است؛ ابررسانا هرگونه میدان مغناطیسی‌ای را طرد می‌کند، نه فقط میدان‌های متغیر را. فرض کنید ماده‌ای داریم که درونش یک میدان مغناطیسی وجود دارد. اگر ماده را تا زیر دمای بحرانی‌اش سرد کنیم، خواهیم دید که میدان مغناطیسی درونی ناگهان از بین می‌رود. این پدیده با قانون القا قابل پیش‌بینی نیست.
اثر مایسنر را برادران لندن توضیح دادند و نشان دادند که حداقل انرژی الکترومغناطیسی در ابررساناها از رابطهٔ زیر تبعیت می‌کند.
{\displaystyle {\mathcal {\triangledown }}^{2}H=\lambda ^{-2}H}
که در آن H میدان مغناطیسی و λ نفوذ لندن است.
این رابطه پیش‌بینی می‌کند که وقتی در ابررساناها از سطح به لایه‌های پایین‌تر ماده پیش می‌رویم، میدان مغناطیسی ناگهان از بین می‌رود. زمانی که میدان بزرگ باشد، اثر مایسنر از بین خواهد رفت.
در ابررسانای نوع دوم میدان خارجی به‌طور کامل بازگردانده نمی‌شود و میدان به صورت رشته‌هایی درون ماده حضور می‌یابد. این رشته‌ها در حالت عادی هستند (و نه ابررسانایی) و ابرجریان‌هایی آن‌ها را احاطه کرده‌است که حالت گردابی نامیده می‌شود. این مواد می‌توانند در مقابل میدان‌های مغناطیسی بزرگتر در حالت ابررسانایی باقی بمانند.

## نگارخانه

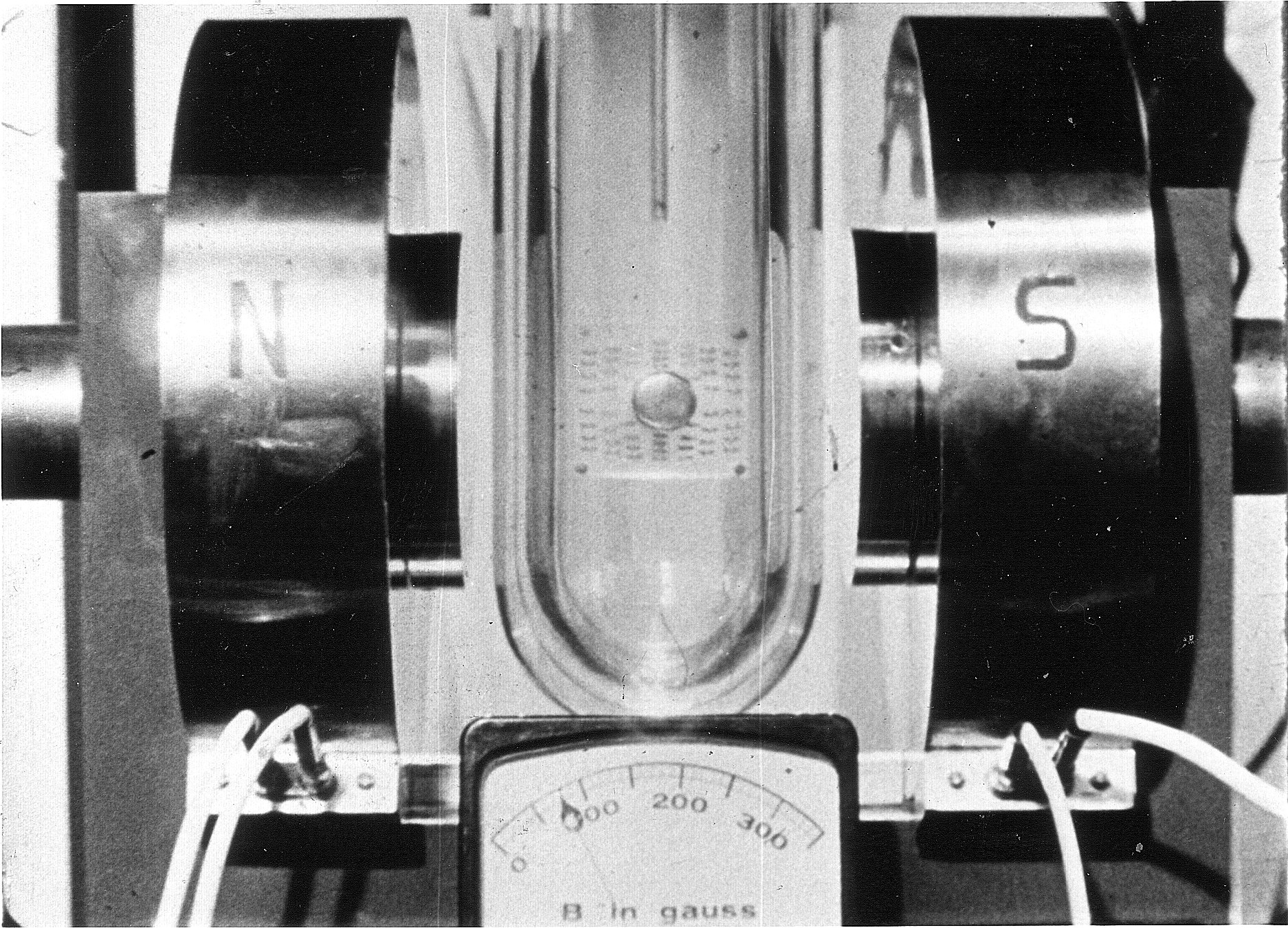
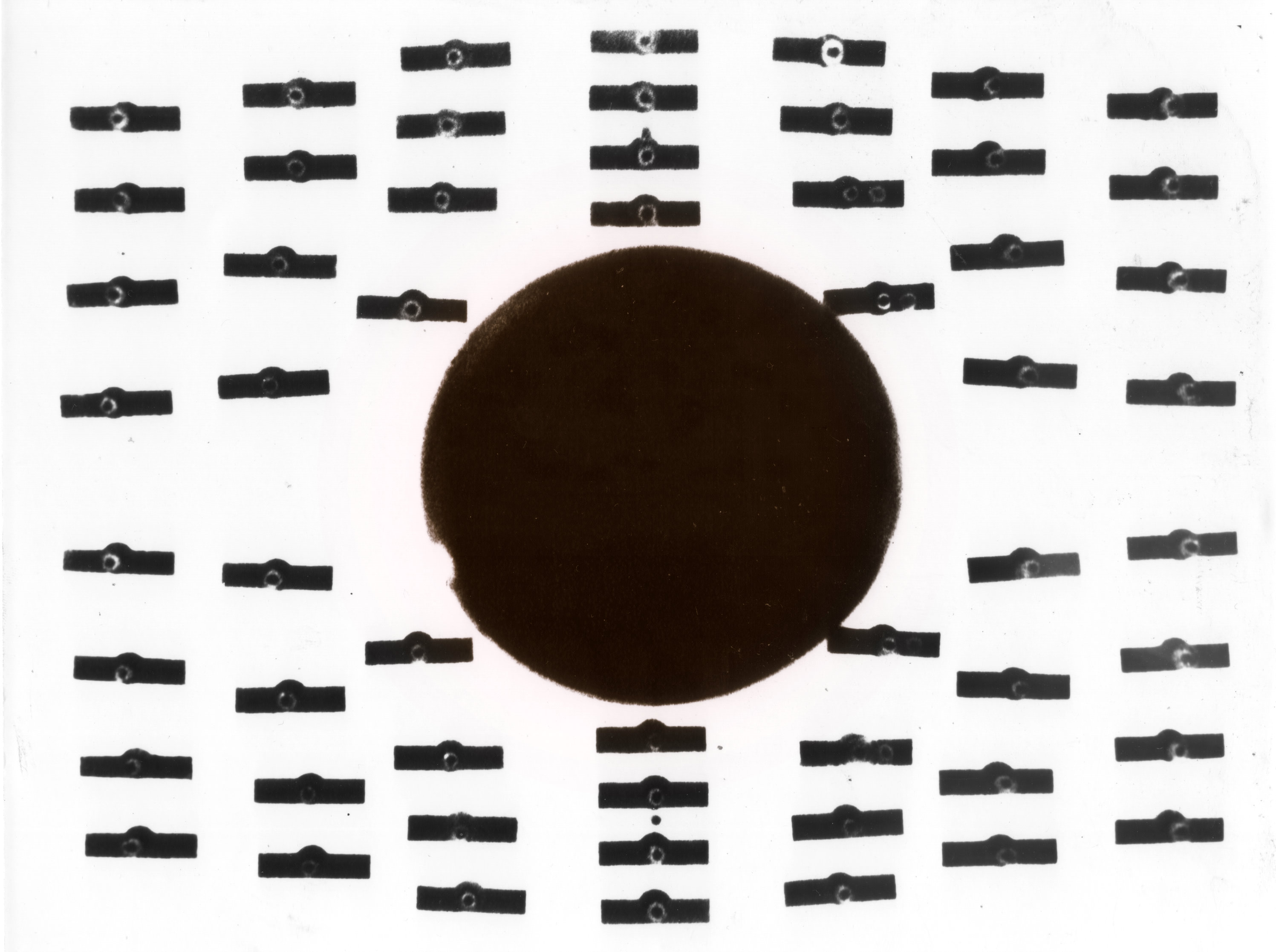
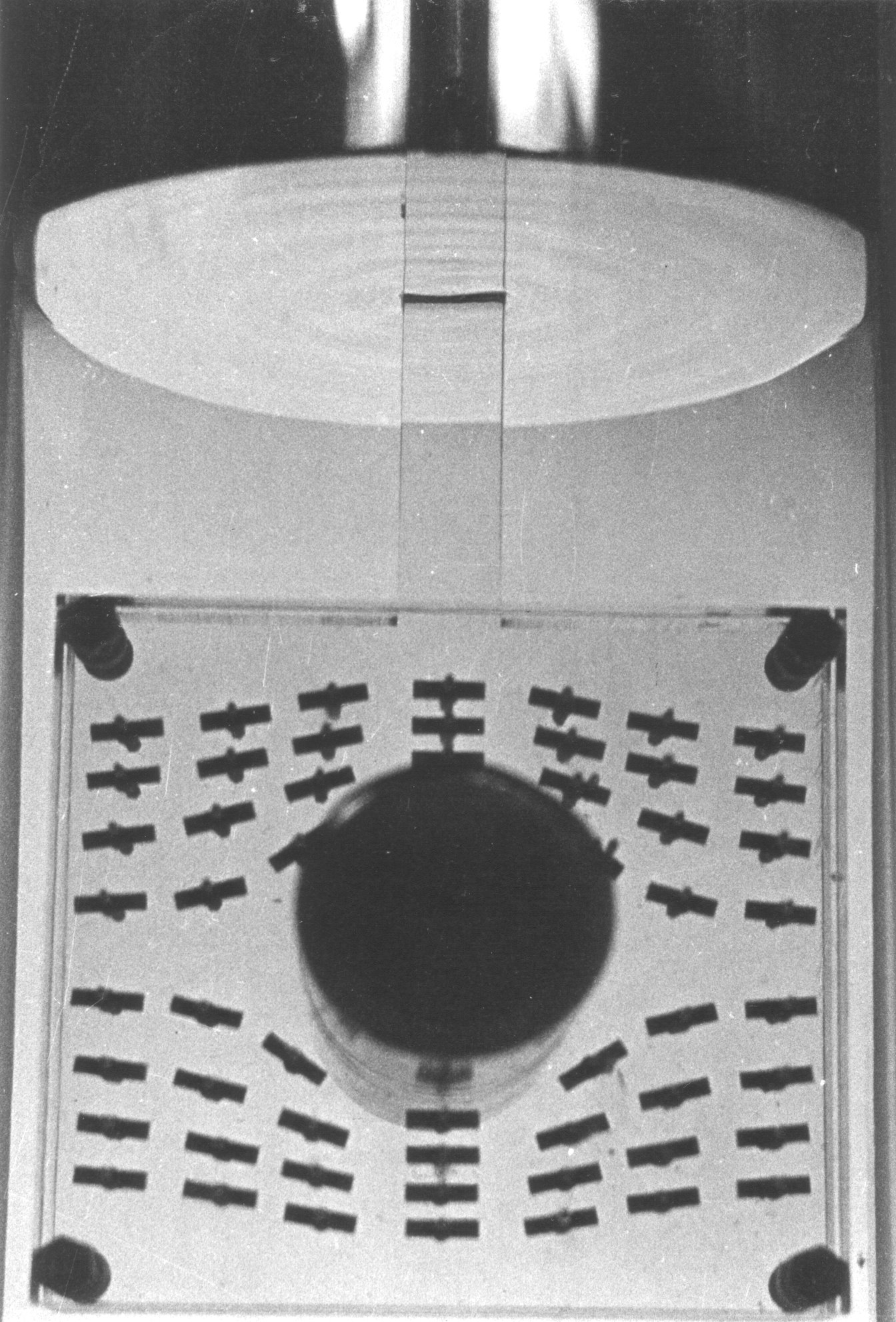

## منبع
1. ↑  «Meissner effect». ویکی‌پدیا انگلیسی. دریافت‌شده در ۴ ژوئن ۲۰۱۹.